# My Bloody Valentine

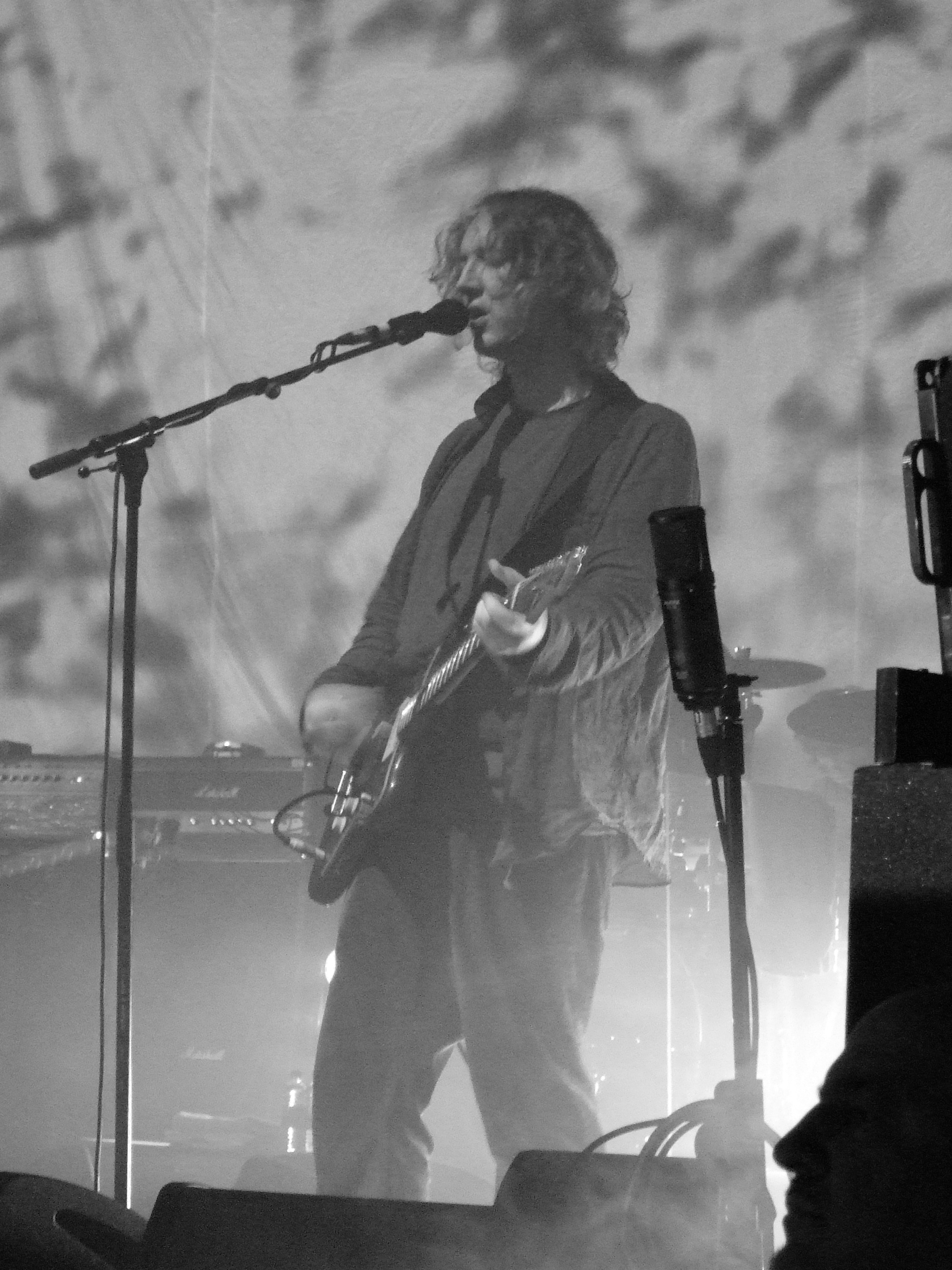
Kevin Shields (2008)

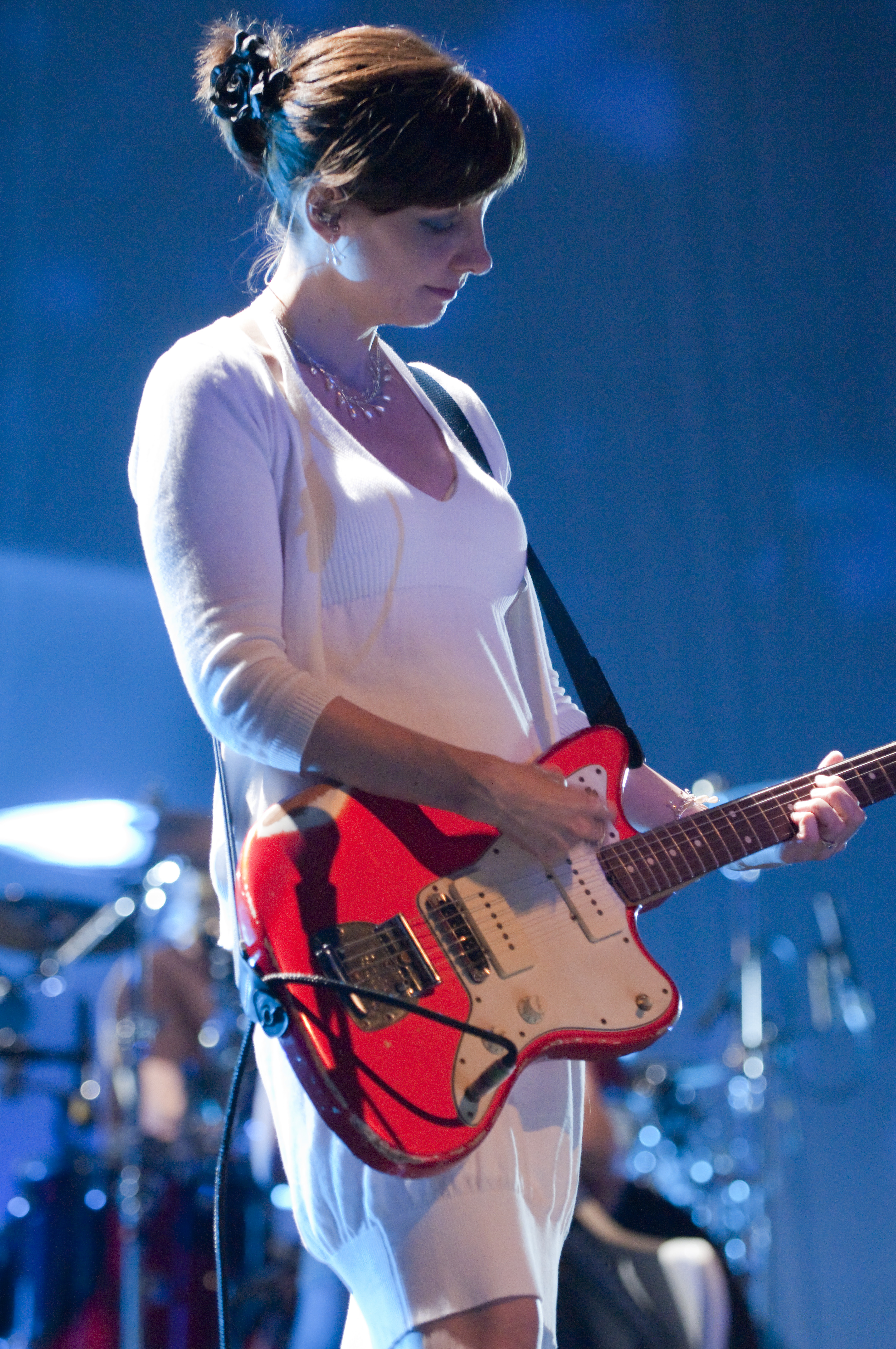
Bilinda Butcher (2009)

My Bloody Valentine ist eine irisch-britische Rockband, die 1983 in Dublin gegründet wurde und seit 1985 in London ansässig ist. Zusammen mit Bands wie Lush, Slowdive, Curve und Ride prägte sie das Genre Shoegazing.

## Bandgeschichte

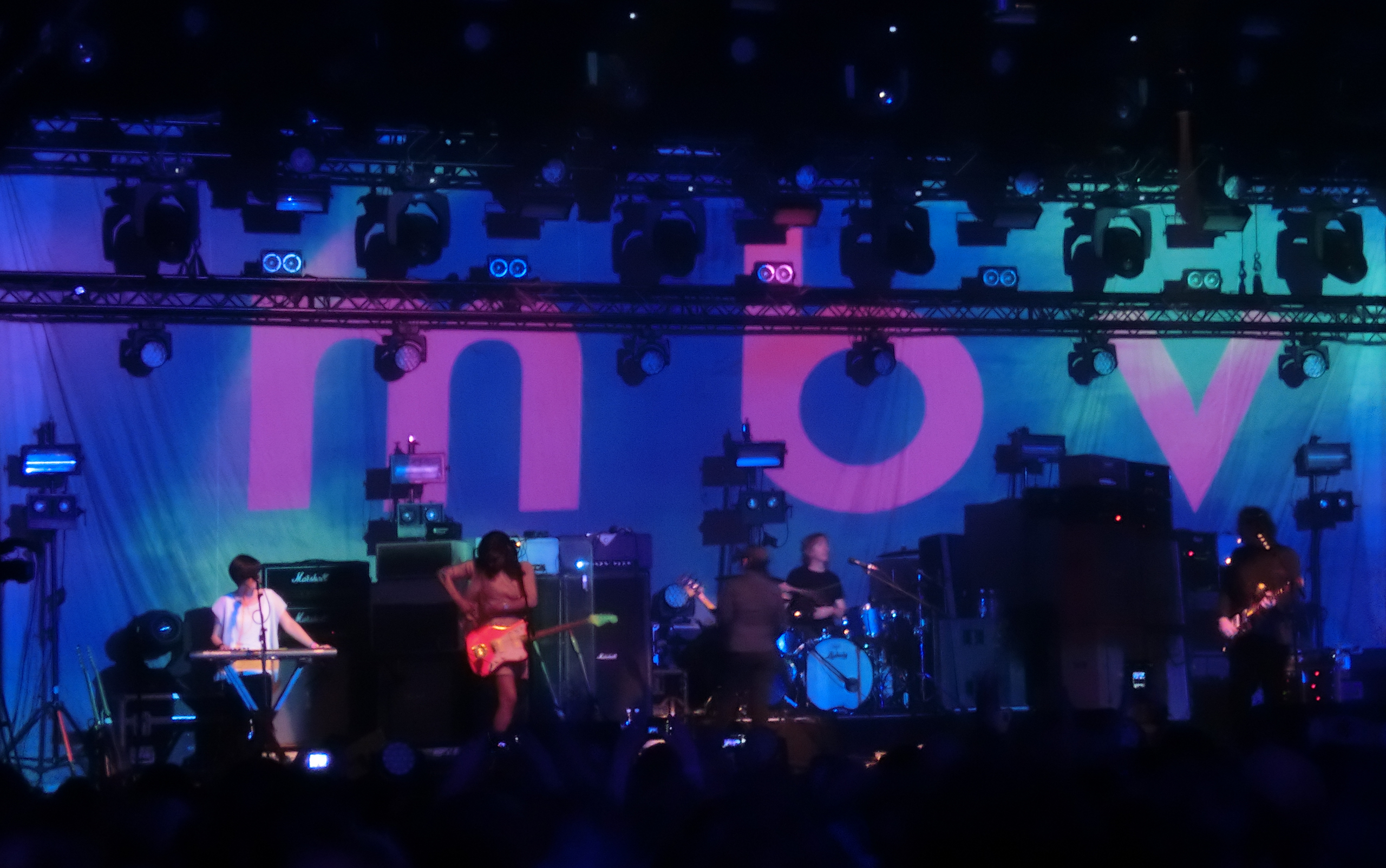
My Bloody Valentine 2013 in Helsinki

Urmitglieder von My Bloody Valentine waren Gitarrist und Sänger Kevin Shields und Schlagzeuger Colm Ó Cíosóig, die sich seit ihrer Kindheit in den 1970er Jahren kannten und bereits in verschiedenen Bands in Dublin zusammen gespielt hatten. Zusammen mit Dave Conway wurde schließlich 1983 My Bloody Valentine gegründet; ihren Namen entnahmen sie dem Titel eines kanadischen Horrorfilms. Nach einer Tour durch die Niederlande und Deutschland nahmen sie 1985 in Berlin ihre Debüt-EP This Is Your Bloody Valentine auf.
Nach ihrem Umzug nach London und einigen personellen Wechseln stabilisierte sich 1987 die Besetzung der Band, die nun aus Shields, Ó Cíosóig, der Gitarristin und Sängerin Bilinda Butcher und der Bassistin Debbie Googe bestand. In dieser Zeit produzierten sie einige EPs; ihren Durchbruch erreichten My Bloody Valentine aber 1988 mit der You Made Me Realise EP, veröffentlicht bei Creation Records, und den nachfolgenden EPs und Alben.
Nachdem 1991 die für ein Independentlabel kostenaufwändige Produktion von Loveless Creation Records in finanzielle Probleme gebracht hatte, wechselten My Bloody Valentine zu Island Records. Nachdem die Band ca. £ 500.000 von Island Records für ein Studio und Aufnahmen ausgegeben hatten, ohne dass verwertbare Ergebnisse produziert worden waren, beendete die Plattenfirma den Vertrag, ohne dass es zu einer Veröffentlichung gekommen war. Danach zerfiel die Band.
Während der Inaktivität von My Bloody Valentine arbeitete Kevin Shields mit Experimental Audio Research, Curve und Primal Scream sowie vereinzelt als Produzent und Remixer. Colm Ó Cíosóig nahm ein Album mit Hope Sandoval von Mazzy Star auf. 2003 wurde Sometimes aus dem Album Loveless in Sofia Coppolas Film Lost in Translation zusammen mit vier neuen Titeln von Kevin Shields verwendet. Im Jahr 2004 gab es Gerüchte über eine Reunion, die sich jedoch nicht bestätigten. Erst 2007 wurden mehrere Konzerttermine für Großbritannien bekannt gegeben, von denen die Hälfte sofort ausverkauft war. Auch 2008 und 2009 gab die Band eine Reihe von Konzerten, unter anderem auf dem Roskilde-Festival in Dänemark und dem Benicàssim in Barcelona. 
Nach 22 Jahren veröffentlichte die Band Anfang Februar 2013 ihr drittes Album m b v.

## Stil
Ihr Stil, eine Mischung aus vielschichtigen Gitarrenspuren, in den Hintergrund gemischtem Gesang und den Einsatz von Gitarren-Rückkopplungen, machte My Bloody Valentine richtungsweisend für die britische Independent-Musikszene Anfang der 1990er-Jahre. Die englische Musikpresse prägte für diese Art der Musik später den Begriff Shoegazing. Als Einflüsse gab die Band The Velvet Underground, Sonic Youth, Cocteau Twins, Wire und The Jesus and Mary Chain an; Kevin Shields nannte auch The Beach Boys als einen persönlichen Einfluss.
Kevin Shields elaborierter und energiereicher Feedback-Gitarrensound wirkte zu Beginn der 1990er-Jahre prägend auf amerikanische Bands aus dem Grunge-Umfeld wie die Smashing Pumpkins oder Dinosaur Jr.

## Diskografie

### Studioalben
| Jahr | Titel          | Höchstplatzierung, Gesamtwochen, AuszeichnungChartplatzierungen (Jahr, Titel, Platzierungen, Wochen, Auszeichnungen, Anmerkungen) | Höchstplatzierung, Gesamtwochen, AuszeichnungChartplatzierungen (Jahr, Titel, Platzierungen, Wochen, Auszeichnungen, Anmerkungen) | Anmerkungen                                                    |
| Jahr | Titel          | DE | UK | Anmerkungen                                                    |
| ---- | -------------- | --- | --- | -------------------------------------------------------------- |
| 1988 | Isn’t Anything | DE57 (1 Wo.)DE | UK22 (2 Wo.)UK | Erstveröffentlichung: 21. November 1988 Charteinstieg UK: 2012 |
| 1991 | Loveless       | DE23 (1 Wo.)DE | UK7 Gold · (4 Wo.)UK | Erstveröffentlichung: 4. November 1991                         |
| 2013 | m b v          | DE55 (1 Wo.)DE | UK29 (1 Wo.)UK | Erstveröffentlichung: 22. Februar 2013 Charteinstieg UK: 2021  |

### Kompilationen
| Jahr | Titel          | Höchstplatzierung, Gesamtwochen, AuszeichnungChartsChartplatzierungen (Jahr, Titel, Platzierungen, Wochen, Auszeichnungen, Anmerkungen) | Anmerkungen |
| Jahr | Titel          | UK | Anmerkungen |
| ---- | -------------- | --- | ----------- |
| 2012 | EP’s 1988–1991 | UK33 (1 Wo.)UK |             |

Weitere Kompilationen
- 1989: Ecstasy and Wine

### Singles, EPs und Minialben
| Jahr | Titel Album                 | Höchstplatzierung, Gesamtwochen, AuszeichnungChartsChartplatzierungen (Jahr, Titel, Album, Platzierungen, Wochen, Auszeichnungen, Anmerkungen) | Anmerkungen |
| Jahr | Titel Album                 | UK | Anmerkungen |
| ---- | --------------------------- | --- | ----------- |
| 1990 | Soon Loveless               | UK41 (3 Wo.)UK |             |
| 1991 | To Here Knows When Loveless | UK29 (2 Wo.)UK |             |

Weitere Singles, EPs und Minialben
- 1985: This Is Your Bloody Valentine
- 1985: Geek
- 1986: The New Record by My Bloody Valentine
- 1987: Sunny Sundae Smile
- 1987: Strawberry Wine
- 1987: Ecstasy
- 1988: You Made Me Realise
- 1988: Feed Me with Your Kiss
- 1988: Instrumental (nur erhältlich mit den ersten 5000 Exemplaren der LP Isn’t Anything)
- 1990: Glider
- 1991: Tremolo
- 1991: When You Sleep
- 1992: Les Inkoruptibles
- 1993: We Have All the Time in the World
- 2008: Edun (Mit Thom Yorke)